# Nesophrosyne giffardi
Nesophrosyne giffardi är en insektsart som beskrevs av George Willis Kirkaldy 1910. Nesophrosyne giffardi ingår i släktet Nesophrosyne och familjen dvärgstritar. Utöver nominatformen finns också underarten N. g. interrupta.